# Herbert Kochta
Herbert Kochta (* 1932 in Mährisch Ostrau) ist ein deutscher Architekt.

## Leben
Herbert Kochta plante von Mitte der 1960er Jahre bis 2005 Bauten überwiegend in München und Bayern. Ab 1987 war er gestalterischer Berater beim Bau des Flughafens München.
1998 wurde sein Wettbewerbsentwurf für das Terminal 2 am Flughafen München unter die drei Favoriten gewählt.
Er plante sowohl unter eigenem Namen als auch gemeinsam mit Hans Lechner in der Architektengemeinschaft Kochta + Lechner.
Kochta ist Mitglied bzw. Ehrenmitglied im Bund Deutscher Architektinnen und Architekten (BDA).

## Bauten
- vor 1966: Wohnhaus in München[3]

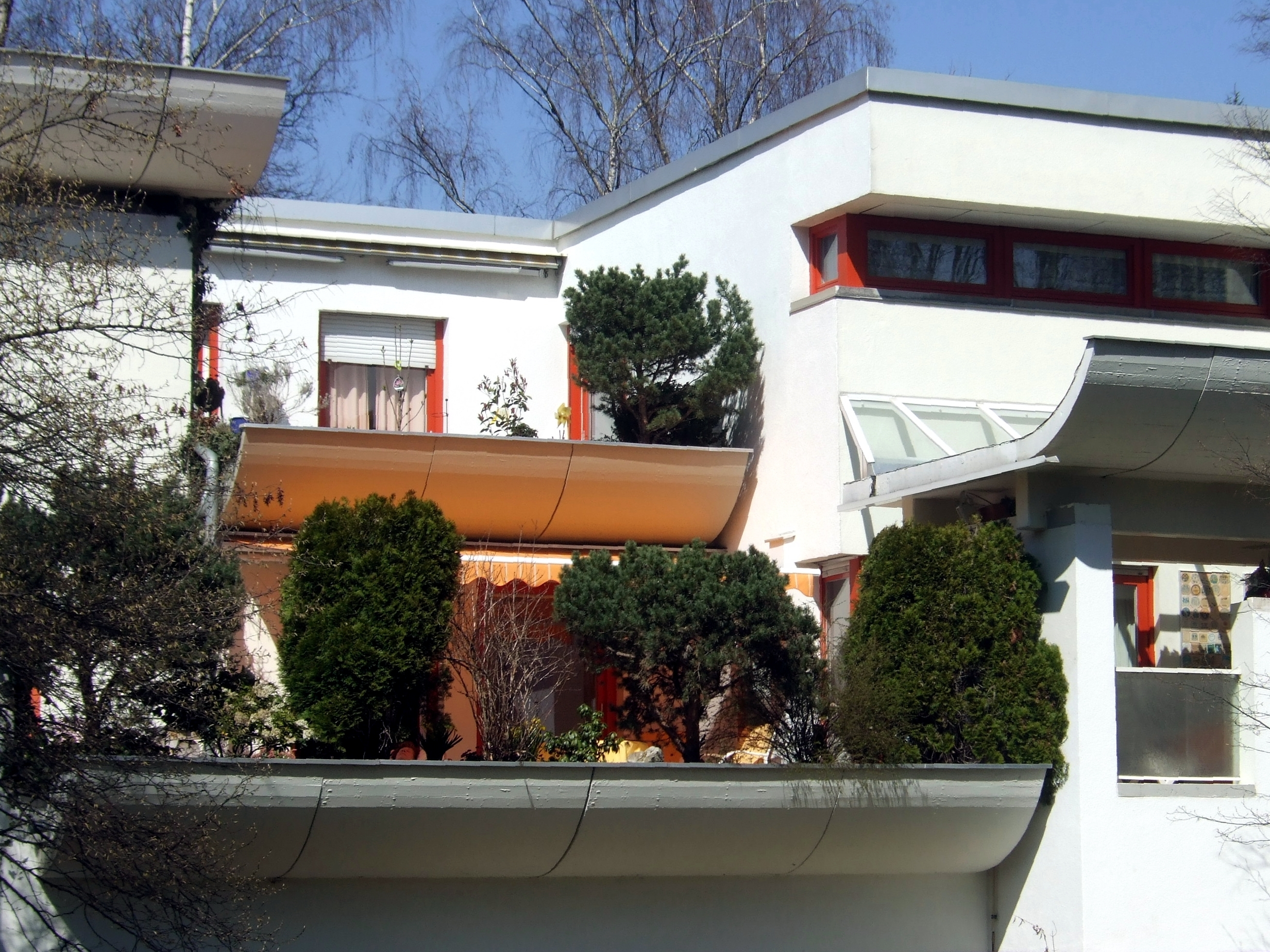
Terrassenwohnanlage in Ottobrunn

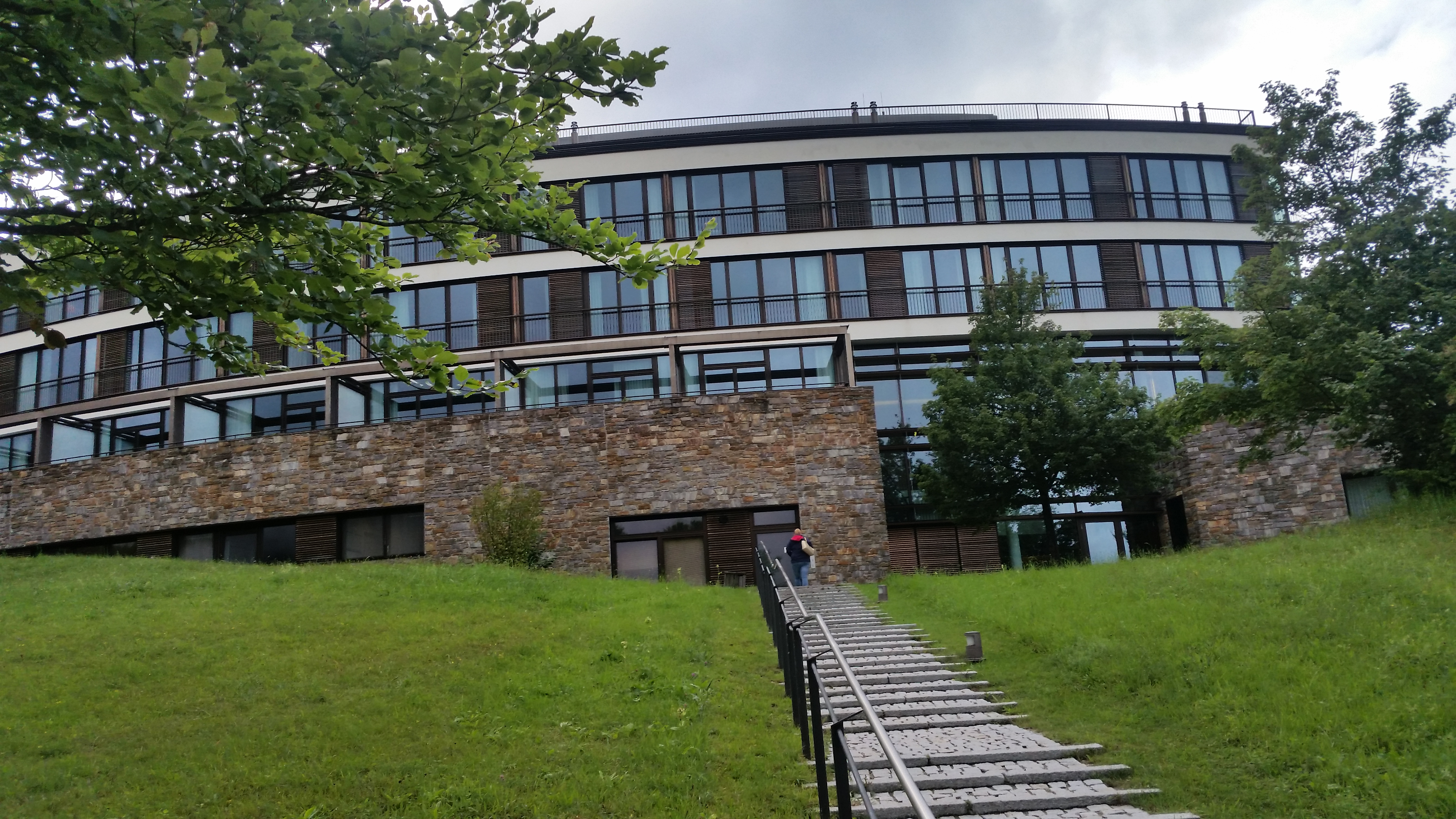
Kempinski Hotel in Berchtesgaden

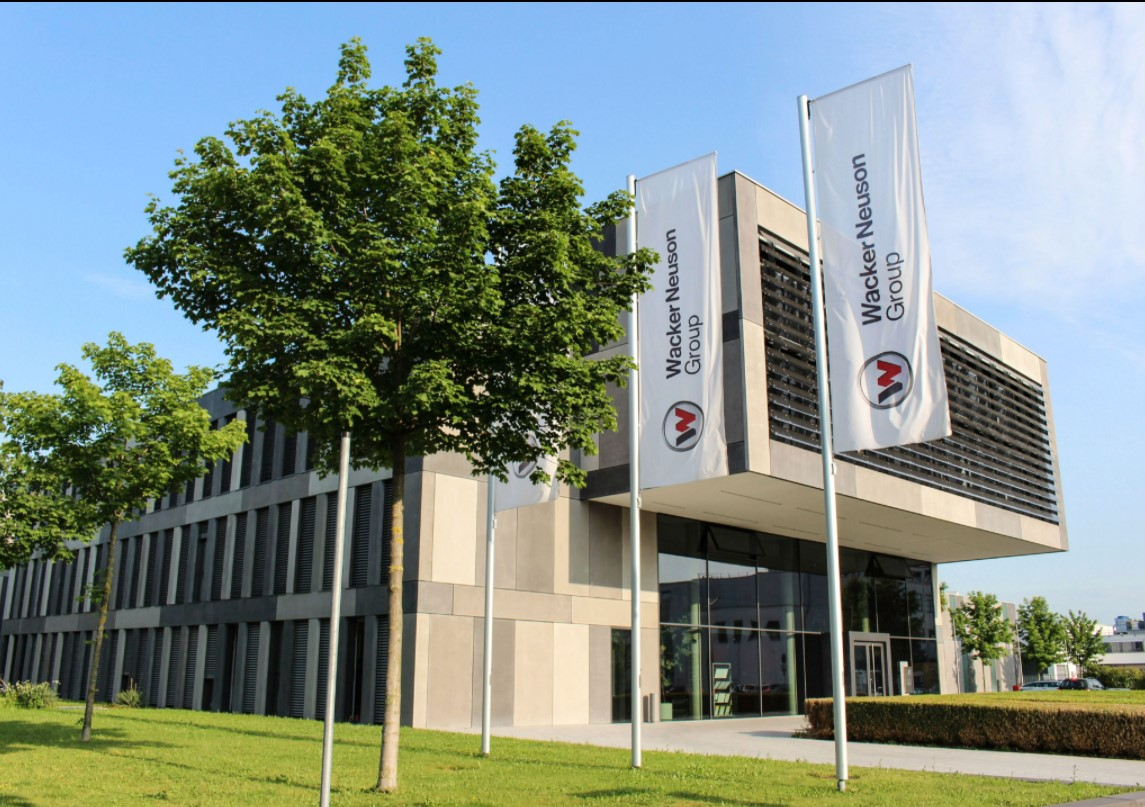
Konzernzentrale Wacker Neuson in München

- 1962–1963: Atriumwohnquartier in Ottobrunn[3] ⊙
- 1968–1970: Terrassenwohnanlage in Ottobrunn (Bauherr: Fritz Eichbauer; seit 2013 unter Denkmalschutz)[4][5][6] ⊙
- 1972: Marx-Zentrum in Neuperlach (mit Peter Buddeberg)[7] ⊙
- 1974: Kaufhausfassade am Rotkreuzplatz in München (mit Peter Buddeberg)[8] ⊙
- 1975–1976: Büro- und Geschäftshaus am Bahnhofsvorplatz in München (mit Peter Buddeberg)[9]
- 1984: Einkaufszentrum und Bürogebäude Elisenhof in München ⊙
- 1988: Verwaltungszentrum der Stadtsparkasse München[10] ⊙
- 1990: Nashorn- und Tapirhaus im Tierpark Hellabrunn (mit Dieter Herrschmann)
- 1991–1995: Kreiskrankenhaus in Burghausen (mit Hans Lechner und Lichtplaner Walter Bamberger)[11] ⊙
- 1986–1992: Flight Operations Center (FOC) der Lufthansa am Flughafen München (mit Hans Lechner)[12] ⊙
- 1996: Dschungelzelt im Tierpark Hellabrunn (mit Ingenieurbüro Schlaich Bergermann Partner)
- 2001–2005: Urwaldhaus im Tierpark Hellabrunn ⊙
- 2001: Wolfgang-Köhler-Primaten-Forschungszentrum in Leipzig
- 2002: Affenhaus im Tierpark Hellabrunn
- 2005: InterContinental Berchtesgaden Resort in Berchtesgaden; (seit 2015 Kempinski Hotel Berchtesgaden)[13] ⊙
- 2011: Büro- und Geschäftshaus für den Baumaschinenhersteller Wacker Neuson[12] ⊙

## Ehrungen und Preise
- 1971: Förderpreis für Architektur der Landeshauptstadt München
- 1971: BDA-Preis Bayern für die Terrassenwohnanlage Ottobrunn[14]
- 2012: Verleihung der Ehrenmitgliedschaft des BDA in Würdigung des Lebenswerks[15]